# Rejdová
Rejdová és un poble i municipi d'Eslovàquia. Es troba a la regió de Košice, a l'est del país.

## Història
La primera referència escrita de la vila data del 1551.

## Demografia
| Godina             | 1994 | 2004    | 2014   | 2024   |
| ------------------ | ---- | ------- | ------ | ------ |
| Nombre de persones | 647  | 719     | 776    | 721    |
| Diferència         |      | +11,12% | +7,92% | −7,08% |

| Godina             | 2023 | 2024   |
| ------------------ | ---- | ------ |
| Nombre de persones | 723  | 721    |
| Diferència         |      | −0,27% |